# Oullins Centre (métro de Lyon)
Oullins Centre est une station de la ligne B du métro de Lyon, située sous la place Anatole-France à Oullins-Pierre-Bénite (Oullins). Elle a vocation de desservir le centre de la commune.
Conçue par l'architecte Atelier Schall, sa construction a débuté en septembre 2018. La station a été mise en service le 20 octobre 2023.

## Situation sur le réseau
Établie en souterrain (tranchée couverte), la station Oullins Centre est située sur la ligne B. Avec une profondeur de 24 mètres, cette station est la 2e plus profonde du réseau TCL après la station Vieux Lyon - Cathédrale Saint-Jean sur la ligne D.

## Histoire
-Construction de la station entre 2018 et 2023

-Mise en service le 20 octobre 2023 dans le prolongement de la ligne B de Gare d'Oullins à Saint-Genis-Laval (Hôpital Lyon Sud).

## Service des voyageurs

### Accès et accueil
La station compte deux accès de part et d'autre de la place Anatole-France, ainsi qu'un ascenseur pour faciliter l'accessibilité aux personnes à mobilité réduite. Elle est organisée sur 3 niveaux : la salle des billets, une mezzanine et les quais.
L’accès aux quais s’effectue par les escaliers mécaniques et ascenseurs et le niveau -1 est équipé des contrôles d’accès et distributeurs de titres de transport. La création de la station s’accompagne d’une requalification de la place Anatole France, opérée par la Métropole de Lyon.
Comme pour les autres stations du réseau, elle est équipée de portillons d'accès, afin de limiter la fraude. Des distributeurs automatiques de titres de transport sont installés. 

### Desserte
Oullins Centre est desservie par toutes les circulations de la ligne.

### Intermodalité
La station a un parc relais vélo accessible avec titre TCL. 
Les lignes de bus du réseau TCL passant près de la station sont C7, C10, 63, 88, et les lignes 119, 120 et 145 des Cars du Rhône. Du fait que Oullins fait partie du périmètre urbain, il est possible d'emprunter une ligne Cars du Rhône avec un titre TCL.

## Galerie

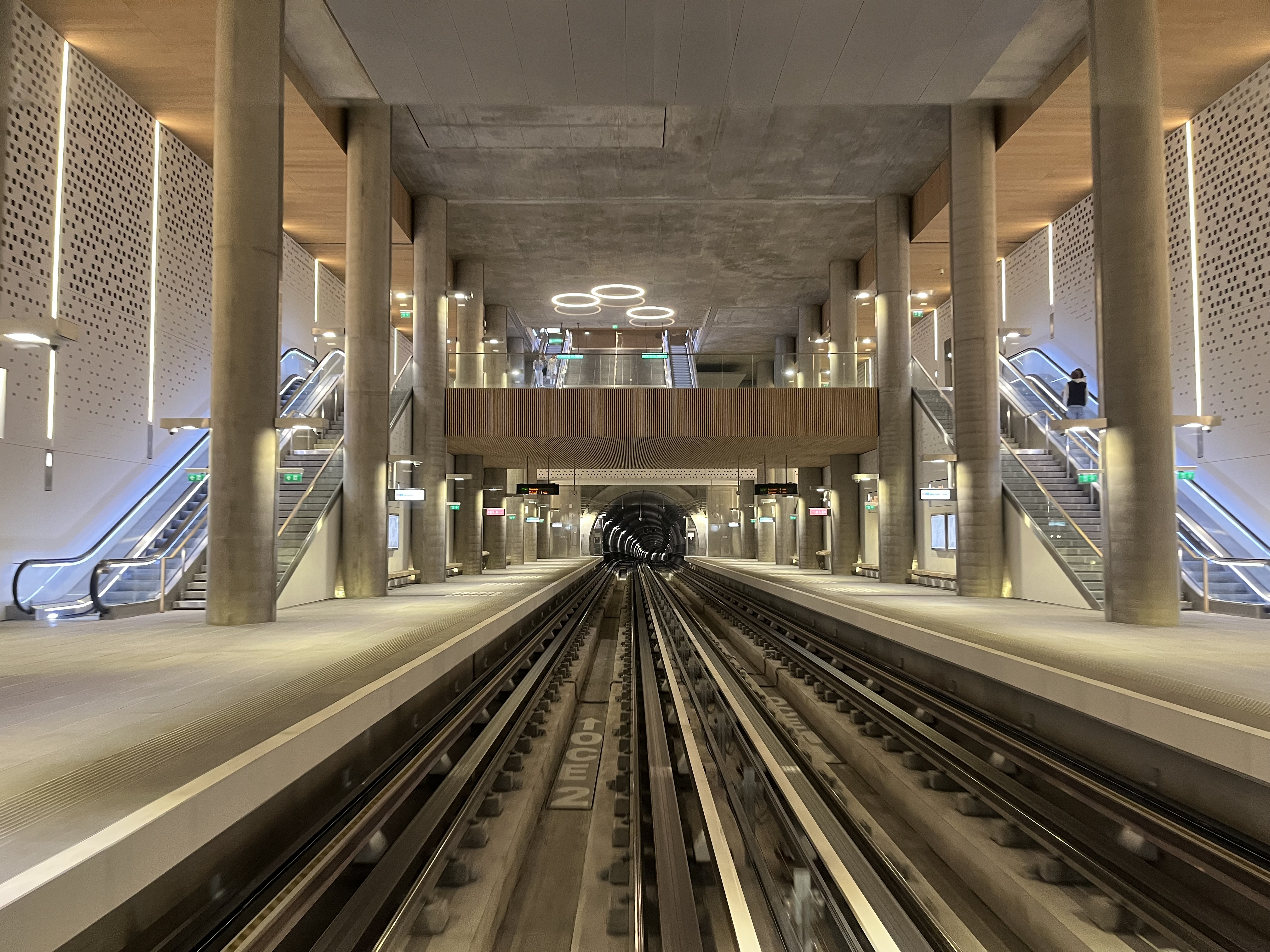
La station Oullins-centre vue d'une rame.